# Ro’i Kehat
Ro’i Kehat (hebr. רועי קהת, ur. 12 maja 1992 w Rechowot) – izraelski piłkarz grający na pozycji środkowego pomocnika. Od 2016 gra w klubie Maccabi Hajfa.

## Kariera piłkarska
Swoją karierę piłkarską Kehat rozpoczął w 2003 roku w klubie Sekcijja Nes Cijjona. W 2004 roku podjął treningi w Maccabi Tel Awiw. W 2010 roku awansował do pierwszej drużyny. 19 lutego 2011 zadebiutował w nim w pierwszej lidze izraelskiej w przegranym 0:1 domowym meczu z Hapoelem Hajfa. Grał w nim przez dwa sezony.
Latem 2012 Kehat został wypożyczony do Hapoelu Beer Szewa. Swój debiut w Hapoelu zaliczył 25 sierpnia 2012 w zremisowanym 0:0 domowym meczu z Bene Sachnin. W Hapoelu grał przez rok.
W 2013 roku Kehat odszedł do grającego w drugiej lidze, Maccabi Jawne. Spędził w nim pół sezonu. Na początku 2014 roku przeszedł do Hapoelu Ironi Kirjat Szemona. Zadebiutował w nim 13 stycznia 2014 w wygranym 3:1 domowym meczu z Maccabi Tel Awiw. W sezonie 2013/2014 zdobył z Hapoelem Puchar Izraela, a w sezonie 2014/2015 wywalczył wicemistrzostwo tego kraju.
W 2015 roku Kehat podpisał kontrakt z Austrią Wiedeń. Swój debiut w Austrii zanotował 26 lipca 2015 w zwycięskim 2:0 wyjazdowym meczu z Wolfsbergerem AC.
W 2016 roku Kehat przeszedł do Maccabi Hajfa. Zadebiutował w nim 22 sierpnia 2016 w wygranym 1:0 domowym meczu z Hapoelem Tel Awiw.
| Sezon   | Klub                        | Kraj    | Rozgrywki   | Mecze | Gole |
| ------- | --------------------------- | ------- | ----------- | ----- | ---- |
| 2010/11 | Maccabi Tel Awiw            | Izrael  | Ligat ha’Al | 1     | 0    |
| 2011/12 | Maccabi Tel Awiw            | Izrael  | Ligat ha’Al | 18    | 3    |
| 2012/13 | Hapoel Beer Szewa           | Izrael  | Ligat ha’Al | 22    | 1    |
| 2013/14 | Maccabi Jawne               | Izrael  | Liga Leumit | 16    | 2    |
| 2013/14 | Hapoel Ironi Kirjat Szemona | Izrael  | Ligat ha’Al | 19    | 6    |
| 2014/15 | Hapoel Ironi Kirjat Szemona | Izrael  | Ligat ha’Al | 35    | 12   |
| 2015/16 | Austria Wiedeń              | Austria | Bundesliga  | 29    | 1    |
| 2016/17 | Maccabi Hajfa               | Izrael  | Ligat ha’Al |       |      |

## Kariera reprezentacyjna
W reprezentacji Izraela Kehat zadebiutował 12 czerwca 2015 roku w przegranym 1:3 meczu eliminacji do Euro 2016 z Bośnią i Hercegowiną, gdy w 80. minucie zmienił Nira Bitona.